# Dendro-hypnum
Dendro-hypnum là một chi rêu trong họ Hypnodendraceae.